# Grupo Internacional de Estudio sobre el Cobre
El Grupo Internacional de Estudio sobre el Cobre (ICSG por sus siglas en inglés) es una organización intergubernamental formada por países productores y consumidores de cobre que funciona como el directorio internacional del cobre. Su principal objetivo es aumentar la transparencia del mercado del cobre y promover la discusión y cooperación internacional en temas relacionados con el cobre. En el 2015, los países representados en el ICSG tenían en conjunto el 76 % de la producción mundial proveniente de minas de cobre, el 84 % de la capacidad de refinado mundial de cobre y el 81 % del mercado de uso mundial de cobre refinado. 
La creación del ICSG fue negociada en 1989 en Ginebra y fue acordada mediante un tratado multilateral denominado Acuerdo para establecer los términos de referencia del Grupo Internacional de Estudio sobre el Cobre (en inglés:  Agreement establishing the Terms of Reference of the International Copper Study Group). El ICSG fue creado el  23 de enero de 1992, su sede se encuentra en Lisboa, Portugal.

## Objetivos
Para cumplir con su mandato, el Grupo de Estudio posee tres objetivos principales:
- Aumentar la transparencia del mercado mediante la promoción de intercambio de información sobre la producción, consumo, y precios del cobre, mediante el pronóstico de la producción y consumo, y evaluación de las capacidades actuales y futuras de las minas, plantas, fundiciones, y refinadoras  de cobre.
- Promover la cooperación internacional en temas relacionados con el cobre, tales como la salud y el medio ambiente, investigación, transferencia de tecnología, regulaciones y comercio.
- Ser un foro internacional donde se encuentren la industria y los gobiernos para discutir problemas y objetivos comunes. El ICSG es el único foro intergubernamental dedicado únicamente al cobre.

## Actividades
El ICSG publica Boletines mensuales con información estadística sobre extracción, fundición y refinado, uso del cobre, inventario, precios y comercio del cobre. El ICSG también publica un Informe sobre las minas, fundiciones y refinadores de cobre existentes y en desarrollo en todo el mundo. El ICSG mantiene una de las bases de datos más completas con estadísticas históricas y actualizadas sobre el cobre. El ICSG también organiza con regularidad estudios sobre temas de interés para la industria del cobre, tales como:
- Mercado de Recuperación de Cobre en Material de Descarte en el NAFTA (2012)
- Relevamiento del Suministro de Cobre en Material de Descarte en China (2012)
- Productos secundarios del Cobre, Zinc, Plomo y Níquel (2012)
- Factores de Riesgo en el Desarrollo de Proyectos de Minerales y Metales (2013)
- Impuestos, tasas de regalías y otras medidas fiscales aplicadas sobre la industria de metales noferrosos (2014)
- Cobalto como un producto secundario del cobre y el níquel (2014)
- Relevamiento de fundiciones de bronce, productos del cobre y fundiciones en China (2014)
- Estudio sobre el uso del cobre en el Medio oriente y el Norte de África (2014)
- Fabricación y uso del cobre en países del subcontinente indio, ASEAN y Oceanía (2015)
- Estudio e Informe sobre productos secundarios del Plomo, Zinc y Cobre (2015)
- Directorio 2015 Mundial de Datos el Cobre del ICSG (World Copper Factbook 2015) (disponible en forma gratuita en el sitio web del ICSG)

## Miembros
Todo estado involucrado en la producción, comercio o consumo de cobre puede ser miembro del ICSG. En el 2015, el IGCS tenía los siguientes 24 miembros. 
- Australia
- Bélgica
- Chile
- China
- Unión Europea
- Finlandia
- Francia
- Alemania
- Grecia
- India
- Irán
- Italia
- Japón
- Luxemburgo
- México
- Perú
- Polonia
- Portugal
- Rusia
- Serbia
- España
- Suecia
- Estados Unidos
- Zambia

Los siguientes seis países anteriormente fueron miembros del ICSG, pero se han retirado de la organización:
- Canadá (dejó de pertenecer en el 2003)
- Indonesia (dejó de pertenecer en el 2003)
- Países Bajos (dejó de pertenecer en el 2010)
- Noruega (dejó de pertenecer en el 2000)
- Filipinas (dejó de pertenecer en el 1996)
- Reino Unido (dejó de pertenecer en el 2003)